# 凯姆里
凯姆里（Kemri），是印度北方邦Rampur县的一个城镇。总人口23854（2001年）。

## 人口
该地2001年总人口23854人，其中男性12557人，女性11297人；0—6岁人口4722人，其中男2426人，女2296人；识字率28.10%，其中男性为35.17%，女性为20.24%。